# K3 Bengeltjes
K3 Bengeltjes ist ein belgischer Kinofilm aus dem Jahre 2012 von Bart van Leemputten. Er wurde produziert von der belgischen Firma Studio 100. Die Hauptrollen übernehmen die Sängerinnen von K3 Karen Damen, Kristel Verbeke und Josje Huisman. Der Film ist kein Spin-off der Serie Hallo K3!, spielt jedoch im selben Serienuniversum, am gleichen Set, und auch Winston Post, Metta Gramberg und Jacques Vermeire übernehmen ihre Rollen aus der Serie.

## Handlung
Die Mädchen von K3 bekommen übers Wochenende Besuch von ihren drei kleinen Nichten, die auch die gleiche Haarfarbe haben wie K3. Anders als ihnen versprochen, sind die Nichten jedoch keine braven Mädchen, keine „Engel“, sondern richtige ungezogene Kinder, also „Bengel“, die den ganzen Haushalt von K3 durcheinanderbringen. Dabei geht auch einiges zu Bruch.
Während K3 versuchen mit den drei Mädchen fertigzuwerden, beobachtet sie der vom Himmel gekommene Oberengel Manuel und hat vor, mit seiner Prozedur ihnen Benehmen beizubringen. Dabei werden Kinder per Knopfdruck in den Himmel geholt, wo sie zu Bengeln verwandelt werden. Danach sollen sie 24 Stunden lang ununterbrochen brav sein, sonst werden sie bestraft, etwa durch eine verlängerte Nase, wie bei Pinocchio, ein plötzlich wachsender Schnurrbart etc. Jede Strafe hat eine bestimmte Anhaltdauer und sobald diese abgelaufen ist, fangen die 24 Stunden von neuem an. Sollten die Kinder es innerhalb von 16 Tagen nicht schaffen, 24 Stunden lang ununterbrochen brav zu sein, werden sie auf ewig Bengel bleiben. 
An diesem Tag bekommt Manuel einen neuen Assistenten, den schusseligen Engel Artuurio, genannt Tuur, der durch seine ungeschickte Art einige grobe Fehler macht. Manuel gibt ihm eine Chance und beauftragt ihn, die drei K3-Nichten zu holen. Er gibt ihm die Adresse, an der die Mädchen mit „roten, blonden und schwarzen Haaren“ zu finden sind.
Inzwischen werden die drei Nichten von der Tante Linda abgeholt, just in dem Moment, als Tuur auf der Erde landet. Versehentlich schickt er nicht die Nichten zu Manuel, sondern die Mädchen von K3 selbst. Da Manuel nicht da ist, verwandelt er selbst das Trio in Bengel. Kurz darauf kommt Manuel und erklärt Tuur, dass er die falschen Mädchen geholt hat, außerdem dürfen nur Kinder in Bengel verwandelt werden. Dennoch erklärt er den Mädchen, dass sie trotzdem 24 Stunden brav sein müssen. Durch einen Fehler von Tuur wirkt sich dieser Zauber auf alle drei Mädchen aus. 
Im Laufe der Handlung versuchen K3 also brav zu sein. Als Kristel jedoch Marcel vorlügt, dass sie sein kindisches Gemälde schön findet, bekommen alle drei Mädchen lange Nasen. Als Karen und Kristel in der Stadt streiten, haben die Mädchen männliche Stimmen. Als Karen und Josje ihr eigenes Aussehen loben, erhalten alle Mädchen Schnurrbärte. Als Karen, die auf Diät ist, eine fremde Torte nascht, werden alle drei dick. All das führt dazu, dass sie ihre Songaufnahmen nicht machen können, möglicherweise steht auch ihr kommender Benefizauftritt in einem Krankenhaus auf der Kippe.
Vor dem Auftritt haben die Mädchen alle vier Strafen zusammen an sich. Der Manager ist verzweifelt, K3 entscheiden sich jedoch, den Auftritt zu machen, um die Kinder im Krankenhaus nicht zu enttäuschen. Sofort werden sie von dem Bengelfluch erlöst, da der Auftritt für ein Benefizkonzert ist und eine gute Tat auch eine Möglichkeit ist, den Engel in sich zu zeigen. Manuel sagte den Mädchen, sie mussten es selbst herausfinden.
Nach dem Auftritt gehen K3 in ihre Garderobe. Manuel entdeckt die Nichten von K3 wieder und gibt Tuur eine allerletzte Chance, sich zu bewähren. Er beauftragt ihn, die Nichten in Bengel zu verwandeln. Diese sehen Tuur jedoch und verstecken sich in einem Raum neben der Garderobe von K3. Dabei verwechselt Tuur die Türen und verwandelt K3 wieder in Bengel.

## Wissenswertes
Es ist der erste längere K3-Film für Josje Huisman, seit sie Mitglied bei K3 geworden ist.
Wie die meisten Filme mit K3 wurde dieser Film in Antwerpen, wo auch der Sitz von Studio100 ist, und in Mechelen gedreht.
Der Soundtrack für den Film wurde 2013 auf dem Album K3 Engeltjes veröffentlicht.